# Keleanohoanaapiapi
Keleanohoanaapiapi est une princesse et chef tribale maui, vers 1450. Son prénom est Kelea et son nom de famille, Nohoanaapiapi. 
Le cratère vénusien Kelea a été nommé en son honneur , .
Le second mari de Keleanohoanaapiapi était Kalamakua.